# Toxophora amicula
Toxophora amicula är en tvåvingeart som beskrevs av Seguy 1930. Toxophora amicula ingår i släktet Toxophora och familjen svävflugor. Inga underarter finns listade i Catalogue of Life.